# 赤崎温泉
赤崎温泉（あかさきおんせん）は、石川県七尾市に位置する温泉である。

## 温泉街
崎山半島の西側、大田地区に位置している。市内の和倉温泉とは異なり、旅館は1軒のみであったが、Googleマップのストリートビューによると2023年の段階で既に閉館し温泉旅館は1軒もなくなってしまった。
旅館が現役の頃は、旅館の眼前に火力発電所があり、完全に眺望を遮られているので風景を楽しむことはできなかった。

## 交通アクセス
公共交通
- 鉄道およびバス
  - 金沢駅からJR七尾線で七尾駅下車。七尾駅前バスターミナルからは北鉄能登バス運行の上湯川行きで赤崎温泉バス停下車すぐ。
  - 新高岡駅・高岡駅から加越能バス運行の「わくライナー」和倉温泉行きで七尾駅前バスターミナル下車。北鉄能登バス運行の上湯川行きで赤崎温泉バス停下車すぐ。

車
- 輪島・金沢方面からは、のと里山海道で徳田大津JCTを経て能越自動車道田鶴浜IC。更に国道249号七尾田鶴浜バイパス、国道160号を経て大田交差点を直進。石川県道246号庵鵜浦大田新線を三室・鵜浦方面へ。
- 岐阜・富山方面からは、能越自動車道七尾城山IC利用。
七尾城山I.C.口 交差点を大田方面へ右折し直進。国道160号にぶつかるので左折。
すぐある大田交差点を右折。石川県道246号庵鵜浦大田新線を三室・鵜浦方面へ。

## 周辺
- 七尾湾（七尾南湾）
- 七尾大田火力発電所
- 七尾国家石油ガス備蓄基地